# Attacus dohertyi
Attacus dohertyi este o specie de molie din familia Saturniidae.  Este întâlnită în Timor, Flores, Roma și Damar.

## Galerie

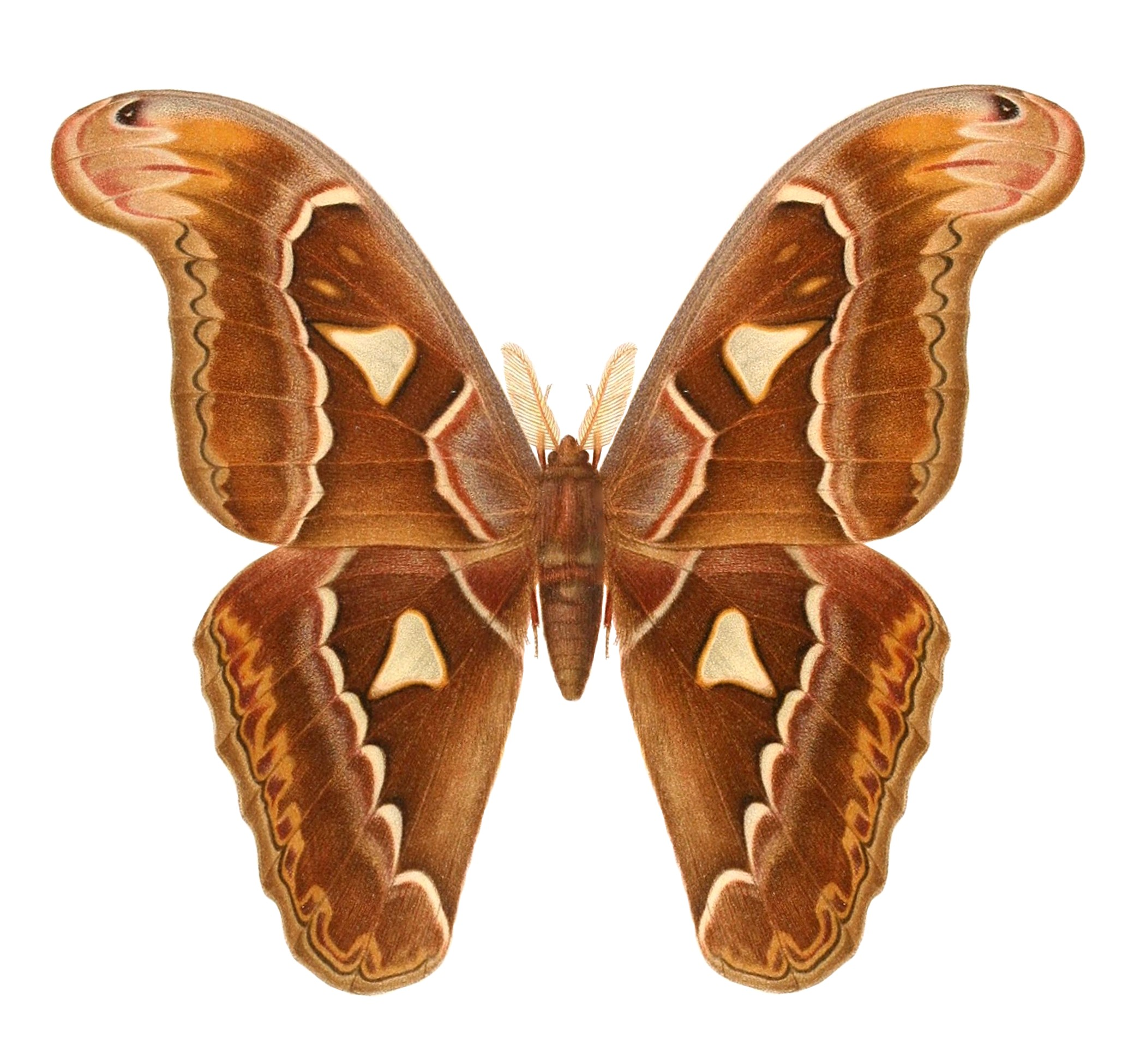
Exemplar adult
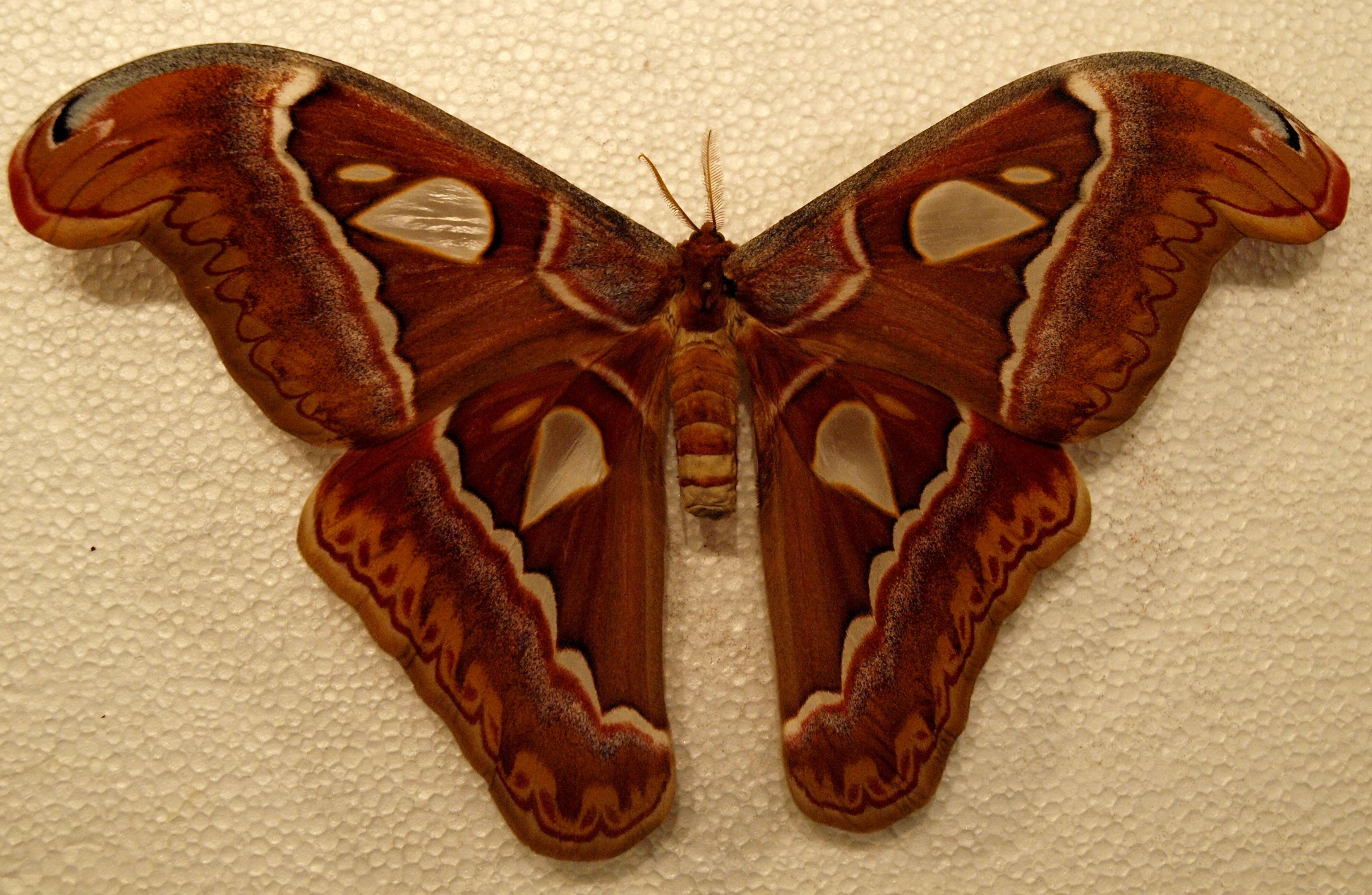
Femelă
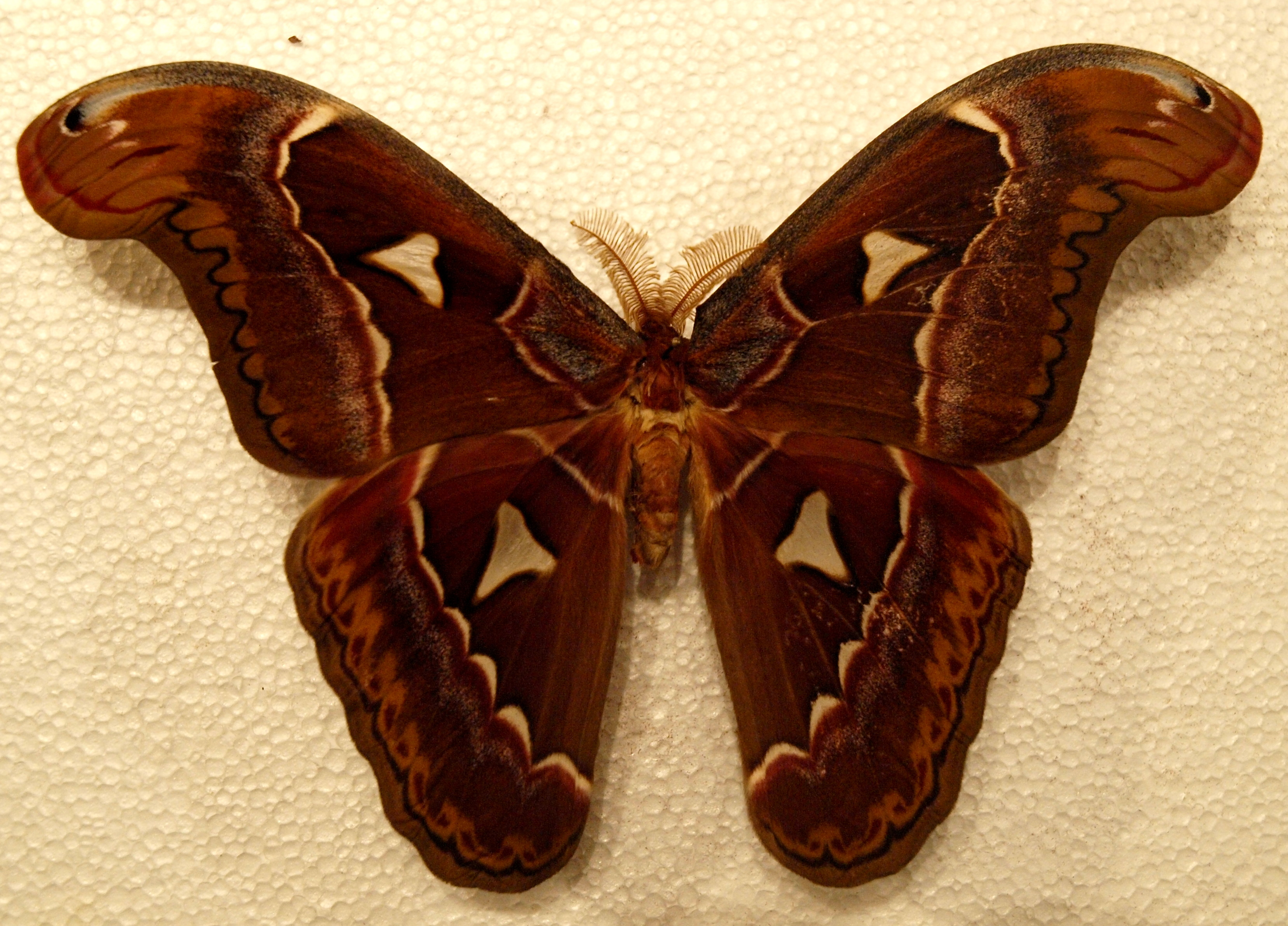
Mascul